# Kim Phong

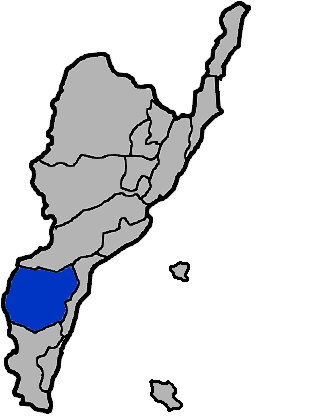
Vị trí tại Đài Đông

Kim Phong (tiếng Trung: 金峰鄉; bính âm: Jīnfēng Xiāng) là một hương (xã) của huyện Đài Đông, tỉnh Đài Loan, Trung Hoa Dân Quốc (Đài Loan). Kim Phong có địa hình đồi núi, đỉnh cao nhất là núi Bắc Đại Vũ với độ cao lên tới 3096 mét. Kim Phong có nền kinh tế dựa vào công nghiệp và nông nghiệp với cư dân chủ yếu là người thổ dân Paiwan. Diện tích của Kim Phong là 380,6635 km², dân số vào tháng 8 năm 2011 là 3.553 người thuộc 1.057 hộ gia đình, mật độ cư trú đạt 9,3 người/km².